# Burmusculus angustus
Burmusculus angustus (лат.) — ископаемый вид помпилоидных ос рода † Burmusculus († Burmusculidae, Pompiloidea). Бирманский янтарь (меловой период, сеноманский век, около 99 млн лет). Мьянма. Видовое название происходит от латинского слова angustus, означающего «узкий», относящееся к первому метасомальному сегменту, слегка суженному у основания.

## Описание
Мелкие осы (длина тела 4,08 мм, длина переднего крыла 2,45 мм, голова округлая длиной около 0,66 мм). От близких видов отличается следующими признаками: переднее крыло с жилкой 1-Rs короче 2r-rs; метасома узкая, первый метасомальный сегмент длинный, значительно длиннее второго метасомального сегмента и равен заднему тазику. Усики самца 13-члениковые. Глаза крупные, почти достигают основания мандибул. Вид был впервые описан в 2022 году китайскими энтомологами (Longfeng Li с соавторами).